# William Boyd (músico)
William James Boyd (Little Rock, Arkansas; 27 de abril de 1979) conocido como Will Boyd, es un músico estadounidense conocido por haber sido el bajista del grupo de rock Evanescence. Además, colaboró con otras bandas de punk como Lucky Father Brown y The Visitors. Actualmente toca en Two Spines.

## Discografía

### The Visitors
- Some Other Day (1997)
- Gone For Days EP (1998)

### Evanescence
- Evanescence EP (1998)
- Origin (2 de noviembre de 2000)
- Fallen (4 de marzo de 2003)
- Anywhere but Home (23 de noviembre de 2004)

### American Princes
- Other People (15 de abril de 2008)